# Конак Милутина Георгијевића у Горовичу
Конак Милутина Георгијевића у Горовичу утврђен је за непокретно културно добро - споменик културе Решењем Завода за заштиту и научно проучавање споменика културе Београд бр. 865/53 од 5.3.1948. године.

## Историјат
Конак Милутина Георгијевића у Горовичу подигнут је 1839. године и припадао је лепеничком кнезу Милутину Георгијевићу Жабарцу и представља једну од најлепших грађевина наше народне архитектуре из прве половине 19. века.

## Изглед конака
Конак је грађен од тврдог материјала и украшен бројним декоративним детаљима и орнаментима. На предњој страни се налази пространи трем са профилисаним храстовим стубовима са јастуцима. Ограда трема је израђена од низа усправно слаганих дасака. Прозори конака су двокрилни са карактеристичним дрвеним решеткама - топлијама. Осим улазних, на кући се налазе и наспрамна, излазна врата, украшена геометријском орнаментиком. Кров је вишесливан, блажег нагиба са ћерамидом као кровним покривачем. Основа конака је правоугаона, састоји се од осам просторија од којих је централна "кућа" са огњиштем. У "кући" је под од набијене земље, а таваница је од шашовца. У осталим просторијама је дашчани под. Врата су на свим просторијама украшена геометријском орнаментиком. Од карактеристичних детаља ентеријера истичу се зидане пећи, на посебан начин обрађене таванице (рибља кост), као и ћупови постављени у зиду једне собе за које се претпоставља да су служили за скривање новца.